# NKJK
『NKJK』（エヌケイジェイケイ）は、吉沢緑時による日本の漫画。『月刊アクション』（双葉社）において、2015年7月号から2016年12月号まで連載された。全18話。主人公である女子高生の高校生活と、その親友の入院生活を通じ、難病で入院している親友を救うために奮闘する主人公の姿を描いたコメディ作品である。タイトルは「Natural Killer Joshi Kousei」（ナチュラルキラー女子高生）の略。

## あらすじ
西宝夏紀と富士矢舞は、幼馴染みで大の親友同士。2人が名門女子高へ進学しての初めての授業で、富士矢は吐血し、不治に等しい大病で入院を強いられる。富士矢の母は西宝に、富士矢を笑わせることを依頼する。現代医学に見放された富士矢にとって、笑いによってナチュラルキラー細胞（NK細胞）を活性化させ、免疫力を上げることが唯一の望みだという。
西宝はお笑いに疎く、世間一般的なお笑い芸人的な性格でもなかったが、「親友が回復に向かう力に少しでもなりたい」との一心で、古今東西の芸を研究し、富士矢の見舞いで、様々な芸を披露を始める。やがて富士矢の入院は本格的に長期戦となるが、西宝は試行錯誤しつつ、病室で芸を続ける。院内で偶然知り合った少女の榎本凛、同級生の甲斐つかさ、壇ひな乃も、良い協力者となる。
終盤で、凛は死去する。西宝は涙を堪えて芸を披露するものの、空回りを続ける。富士矢は事情を知り、西宝をこれ以上悲しませまいと、西宝たちに黙って、成功率の低い手術に挑むために渡米する。SNSには、今までの礼と共に「自分が死んでも笑ってほしい」とメッセージがある。西宝たちは号泣しながら、それを読む。
1年10か月後の春。富士矢は無事に回復し、学業に復帰する。西宝は医学という新たな目標を抱きつつ、富士矢を笑わせ続けている。富士矢が、桜の花の舞う下校路を歩いていると、甲斐と壇が熱湯風呂を囲み、水着姿の西宝が「押すなよ、絶対押すなよ」。富士矢の満面の笑顔で、物語が終わる。

## 登場人物
西宝 夏紀（さいほう なつき）
主人公。私立名門女子高の1年生で、学年成績トップの優等生。お笑いどころかテレビを見る習慣もほとんどないが、親友の富士矢を笑わせるべく、愛用のタブレットPCで芸を研究し、富士矢の病室で芸を披露し続ける。15歳。
富士矢 舞（ふじや まい）
西宝と幼稚園以来の幼馴染みで、大の親友同士。大病により入院中。突然芸を披露し始めた西宝の豹変ぶりに戸惑いながらも、辛いことの多い入院生活において、次第に西宝がかけがえのない存在となってゆく。15歳。
甲斐 つかさ（かい つかさ）、壇 ひな乃（だん ひなの）
西宝たちの同級生で、西宝と共に学年成績トップ3を占める秀才。当初は西宝の行為を不謹慎といって非難するものの、その真意を知り、塾や部活などの多忙の合間を縫って協力する。
榎本 凛（えのもと りん）
富士矢と同じ病院に長期入院している少女。関西弁。笑いのセンスに長け、西宝に「師匠」と慕われる。生存率20パーセントの大病を患っている。10歳。

## 作風とテーマ
作品の中心となるのは、主人公の西宝夏紀と富士矢舞である。2人とも名門校の生徒だが、まず表紙の絵で、西宝は学生としての制服姿、富士矢は入院患者の姿で並んでいる。そして物語が、富士矢の授業中の吐血から始まるため、この時点では「入院生活を送る少女、それを支える親友」という悲劇的な先入観、シリアスな雰囲気を持ちがちである。実際に冒頭で、富士矢の母は医師から「二度と元の生活には戻れない」と宣告されている。富士矢の母は、この状況において親友である西宝に、NK細胞を活性化させるために娘を笑わせてほしいことを懇願し、これにより漫画のタイトルの「NK」が「NK細胞」を意味していることが明らかになる。
西宝は、富士矢の母からの依頼を受けて、富士矢を笑わせるために、お笑いを研究を始める。手元のタブレットPCでのリストには、「大道芸」「落語」「漫才・コント・フリートーク」など大きく分類され、さらにそれらが「リアクション芸」「シュール」など、細かく分類されている。西宝が見舞いのたびに、それらの芸を一つ一つ披露するのが、この作品のワンシチュエーションとしての展開である。
このリストでは、「大道芸」では「腹話術」「猿回し」「人間ポンプ」、「落語」では「古典落語」「新作落語」「大喜利」、「漫才・コント・フリートークジャンル」はさらに「キャラ」「ネタ」に細分化され、「キャラ」には「毒舌・暴露系MC」「勘違いナルシスト」、「ネタ」は「ノリツッコミ」「スベリ芸」「不謹慎・差別ネタ」など、まさに古今東西のお笑いの全て、100以上のお笑いが網羅されており、親友への想いの強さが垣間見える。
西宝は、お笑いについてはまったくの素人の上に、収拾した芸の知識をわざわざタブレットでリスト化するほど不器用なため、自身が披露する芸はどれも、漫画上の表現としては必然的に「すべり芸」になっているが、ギャグ漫画としては、笑えないことが笑いにつながっている。
西宝の師匠となる榎本凛は、西宝の指導者であると同時に、患者の側の代弁者でもある。「自虐ネタ」の悪い例として、かつらを取り、抗がん剤治療ですべて髪の毛が抜け落ちたと思しき頭を見せ、西宝が絶句する場面がある。この例のように、日常的なほのぼのとしたギャグ漫画の体裁をとりつつも、入院生活の現実を敢えて中和せず、直接的に表現していることも本作の特徴の一つである。

## 制作背景
作者の吉沢緑時のブログによれば、吉沢はかつて、本作以前の担当編集者が入院して見舞いに行ったとき、礼儀や神妙さが苦手であったため、周囲の空気を読むことができずに失敗してしまったことがあった。それ以降も、身内、地元の仲間、漫画活動仲間、愛猫が立て続けに、大病を患って闘病生活を送ることが続いたが、自分のような者は会わないことが配慮と考えて、一切見舞うことはなく、会いに行くのは決まって退院後であった。
吉沢がそのような思い出、溜まり続けてた葛藤から着想し、自身とは対照的に、品位のある人物による見舞いの場面を描いて、自身の欠点と感じた部分を作品によって浄化すること試みたのが本作である。加えて担当編集者により、読者の側を代弁するかのような様々な意見と配慮が肉付けされて、本作が制作された。
また吉沢緑時は、かつては漫画家か芸人のどちらかを志望しており、芸人になれなかった分「いつか漫画でお笑いを表現できたら」と考えたことも、制作の理由の一つと語っている。
最終回では吉沢より、大病と戦う父と、その父を支える母へ、本作を捧げる旨のメッセージが寄せられている。

## 社会的評価
漫画評論家の中野晴行は、「重病の患者の病室で芸をする」という状況は、ともすれば他者から文句を言われそうなものだが、主人公の「早く治ってほしい」という真心がしっかり描かれていることから、「少なくとも読んでいて嫌な気持ちにはならず、描き手のお笑いに対する真面目な姿勢が伝わって来る」「笑いは難しいけど、笑いはとても大切なものなんだ、と思わせてくれた」と語っている。また、物語開始当初は主人公の西宝と親友の富士矢の2人のみで、やや物足りなさが感じられたものの、師匠である榎本凛の登場により、スポーツ漫画でのコーチの役割と同様に作風が大きく変化し、漫画に厚みが出たとしている。
主人公の西宝は、おとなしく礼儀正しい性格である。そんな彼女が本来の自分を捨て、体を張って様々な芸を披露する姿は、単なるギャグ漫画であれば笑いだけで終わるが、親友である富士矢の生命に直結していることで、同じ場面でも見え方が全く異なり、その根底に漂う哀愁こそが、本作の最大の特徴だとする評価もある。
小説家の阿部和重は、先述のギャグと入院生活の対比の一例として、第6話を挙げている。西宝が富士矢の病室を見舞うと、苦しそうな富士矢の口から赤い滴りがあり、吐血かと思いきや、食事として禁止されているアイスクリームを密かに病室に持ち込んでおり、アイスを口から出してしまったというオチである。これでほのぼのとした笑いで終わるかと思いきや、重病である富士矢はわずか数口食べただけで吐き出したのであり、まったく笑えない終わり方であり、阿部はこれを「本当にすごい」と絶賛している。
第1巻の終盤（第8話）において、西宝らの懸命の努力にもかかわらず、富士矢は重篤に陥り、面会謝絶となる。西宝は自分の行動を「ただ不謹慎なだけの、間抜けで無駄な行為だったのでは」との深く自問する。これは主人公の笑いを、より複雑で、深いものにしている。それに対して、長期入院患者である凛が、健常者は病人に対して距離を置きがちになることを説き、そんな入院生活において、「なりふり構わずに馬鹿な真似ばかりする身近な存在はこの上なくありがたい」と語っており、中野晴行はこの台詞を高く評価している。
西宝が富士矢を「笑わせよう」とすることと、重病での入院生活の「笑えない」状況、正反対の2つの状況が並行して描かれる展開について、阿部和重は、これがメタフィクション性を持った構造になっていることに面白さを感じたと述べている。この富士矢の重篤という事態に対して、西宝悲嘆と苦悩の末に、富士矢の通夜を演じるブラックユーモアの動画を富士矢に送り、富士矢は涙と笑顔でそれを受け止めるのだが、阿部はこの展開を、「メタフィクション的展開の、非常な見事な1つの帰結」と評価している。また阿部は、「日常をワンシチュエーションとして捉えたギャグ漫画が、今後どのような道を辿るかが理解できるような、面白い工夫をした漫画」としても評価している。
宝島社の「このマンガがすごい!WEB」による2017年の「このマンガがすごい!」ランキング（オトコ編）では9位に選ばれた。

## 書誌情報
- 吉沢緑時 『NKJK』 双葉社〈アクションコミックス〉、全2巻
  1. 2016年3月12日発行（2016年3月12日発売[17]）、ISBN 978-4-575-84766-6
  2. 2016年12月12日発行（2016年12月12日発売[18]）、ISBN 978-4-575-84898-4